# Alkanna calliensis
Alkanna calliensis är en strävbladig växtart som beskrevs av Pierre Edmond Boissier. Alkanna calliensis ingår i släktet Alkanna och familjen strävbladiga växter. Inga underarter finns listade i Catalogue of Life.